# Rancocamecras-canelas
Os rancocamecras-canelas são um dos subgrupos dos canela, que habita o centro do estado Maranhão, mais precisamente a Área Indígena Kanela-Buriti Velho.
Sua principal aldeia é a do Ponto Escalvado, no município de Fernando Falcão, a 74 km da cidade de Barra do Corda.

## Denominação
Os canela-Ramkokamekrá fazem parte do tronco linguístico macro-jê e do grupo dos timbiras. 
Os timbiras, por sua vez, se dividem entre os ocidentais na margem esquerda do rio Tocantins (Apinajé, no Tocantins) e orientais na margem direita do rio Tocantins (Gavião Parakateyê no Pará; Gavião Pukobyê, Krikati, Canela, Krenyê, Krepumkateyê, no Maranhão; Krahô, no Tocantins).
O grupo dos canelas se divide nos subgruposː apaniecra-canela, rancocamecra-canela e quencatejê-canela.
Em sua língua, o nome Ramkokamekrá significa filhos do almíscar (Ram`- almiscar/Krá- filho), uma espécie de cera de madeira a qual chama-se Ram`, específica de sua região.
Outro significado para Ramkokamekra seria "índios do arvoredo de almécega".
O termo Canela é uma abreviação de “Canela Fina” e tem sido usado desde o início do século XIX para designar os índios que habitavam do rio Tocantins ao leste do rio Parnaíba (região que abrange os atuais estados do Maranhão, Pará, Piauí, Goiás e Tocantins).
O termo “Canela Fina“ diz respeito ao uso de uma estreita faixa de algodão amarrada abaixo dos joelhos como adorno, o que facilitaria o seu desempenho nas corridas, tornando mais ágeis.
Os povos timbiras utilizam o termo mehim para se autodenominar, significando "os da nossa carne".

## Língua
O dialeto canela faz parte do conjunto de dialetos da língua timbira, da família Jê, no tronco Macro-Jê, se divide nas variantes dos Ramkokamekrá e dos Apaniekrá.
Muitos Canela conseguem se expressar em português. Os Canela-Ramkokamekrá têm maior domínio dessa língua do que os Canela-Apanyekrá. Os homens tem maior domínio português que as mulheres, por contarem com mais experiências urbanas e por praticarem o comércio.

## História
O povo Canela-Ramkokamekra é descendente dos indígenas Kapiekran (como eram conhecidos até 1820).
Os Kapiekran foram alvo de incursões de milícias locais ou bandeiras no final do século XVIII, com o objetivo de tomar e assegurar as suas terras para usar na agricultura e criação de gado ao longo dos rios Itapecuru e Alpercatas.
Dizimados por essas guerras, em 1814, os Kapiekran se renderam-se às forças da região, no município de Pastos Bons, em troca de proteção. Os remanescentes do povo (assim como os de outras várias nações timbira), foram autorizados a se estabelecer no canto noroeste das terras ancestrais dos Kapiekran (o que representava apenas 5̥ do território originalmente ocupado, em por volta de 1830).
Os Ramkokamekrá teriam sido resultado da reunião de vários povos indígenas, como Më mõl-tüm-re (os legítimos),  Irom-catêjê - povos da mata, os Xoo-kãm-më-kra - filhos da Raposa, Carë-kãm-më-kra - filho do barro vermelho, Apaniekrá - Filhos da Piranha e Crôô-re-kãm me-hkra -filhos do Porco queixado).
Entre 1929 e 1936, o etnólogo Curt Nimuendajú esteve entre os canelas, onde realizou estudos que deram origem à obra The Eastern Timbira.
Em 1938,  Serviço de Proteção aos Índios (SPI) enviou um agente para morar com sua família próximo à aldeia Ramkokramekrá, período a partir do qual os canelas sofrem grande mudança em sua cultura e modo de vida. 
Outras mudanças provocadas nas tradições culturais foram a morte de Hàk-too-kot em 1951, grande conhecedor e promotor das tradições canelas, a introdução da escrita, o enfraquecimento de lideranças e a queda na produção agrícola, a influência de missionários e a construção da ponte sobre o rio Alpercatas em 1956.

### Movimento milenarista
Outro evento que contribuiu para o descrédito nas antigas tradições foi o movimento milenarista ocorrido entre os Ramkokamekrá em 1963. 
Grávida, Kee-Kwey, conhecida regionalmente como Maria Castelo, profetizava que tinha em seu ventre a irmã de Awkê, o herói cultural dos canelas, por meio da qual recebia mensagens e fazia promessas aos Rankokamekras. A criança afirmava no ventre que, em seu regresso, Awkhê promoveria mudanças e os Canelas passariam a viver nas cidades, utilizando a tecnologia dos brancos, enquanto que os brancos teriam de passar a viver na mata.
A profetiza deu permissão aos canelas para abater gado dos fazendeiros, o que provocou diversos conflitos na região. Os indígenas buscaram agradar a Awkê e sua irmã com presentes e danças nesse período. Kee-Kwey, no entanto, viria a dar a luz a uma criança natimorta do sexo masculino. Outros movimento religiosos entre os Canelas viriam a surgir posteriormente. 
Com o fracasso do movimento, os Canelas tiveram de se transferir temporariamente para uma área Guajajara perto de Barra do Corda, de modo a escaparem da vingança dos fazendeiros, o que os expôs a tipos adversos de agricultura e caça, assim como à convivência com outro povo, de cultura tupi.

### Demarcação
A FUNAI, posteriormente, promoveu um reordenamento dos Rankokamekras, com seu retorno ao território, além da demarcação e homologação da Terra Indígena Kanela em 1982.

## Mitologia e cultura

### Mito da criação
No mito da criação, o Sol (Pùt) e a Lua (Putwrè) andaram pela terra, criando as normas para a vida social. O Sol criou os Canelas ao sair da fonte de um brejo da chapada, sendo seguido por uma fila de indivíduos Canelas, homens e mulheres ideais. Lua também criou as características individuais do corpo que são menos preferidas pelos Canelas, tendo saído de uma fonte seguido por uma fileira, mas com tipos prestigiados.
O Sol permitiu que facões e machados trabalhassem nas roças por conta própria, enquanto Lua os fez parar. Em razão disso, os homens necessitam trabalhar arduamente para fazer suas roças. Por intervenção de Lua, os buritis, que eram pequenos, tornaram-se altos, o que dificultou a colheita dessas frutas. 
O Sol resolveu partir para o céu e levou Lua com ele, pois quis se distanciar da natureza Canela parcialmente má, causada pela intervenção de Lua, em razão dos incestos e guerras que aconteciam ocorriam entre sua gente.

### Mito de Awkê
Uma das principais figuras mitológicas do povo Canela é o Awkê, um herói cultural que tinha poderes sobrenaturais e, quando desejava, transformava-se em animais ou outras formas, assustando seus tios, os quais, então, tiveram de matá-lo. Embora esses acreditassem tê-lo queimado em uma fogueira, ele sobreviveu na forma de cinza. 
Uma mulher estava grávida de Awkê. Todos os dias, quando ela ia tomar banho fora da aldeia, Awkê saía de seu ventre, e se transformava em diversos animais (normalmente bichos ligados à água). Awkê conversava com sua mãe sobe como aquela gravidez era fatigante para ela. Quando ele nasceu, apresentou um rápido crescimento. Nasceu à noite, mas assim que o sol surgiu, o bebê já ria, logo mais já engatinhava, e depois caminhava e então corria. Quando o sol estava bem alto, Awkê já era um rapaz. 
Sempre que alguém visitava sua mãe para cumprimentá-la pelo nascimento do filho, Awkê se transformava numa “imagem” do visitante (como um reflexo no espelho), o que deixava seus pais amedrontados. Awkê também se transformava em animais e assustava seus tios. Os pais buscaram apoio nos mais velhos (como o avô ou o tio materno) para resolverem o que deviam fazer com Awkê e então decidiram matá-lo.
Tentaram matá-lo de diversas formas, mas as tentativas sempre fracassavam por causa das transformações de Awkê, que retornava vivo para a aldeia. Resolvem então matá-lo queimado numa fogueira. Mais uma vez a tentativa fracassou, mas dessa vez Awkê se transformou no primeiro branco, em versões que variam, onde ele é D. Pedro II ou um fazendeiro.
Quando voltou à forma de ser humano, seja como Awkê ou como o imperador Dom Pedro II, ele intimou o povo Canela a escolher entre seu mundo, representado pelo arco e a flecha, e o mundo dos brancos civilizados, representado por uma arma de fogo.
Os Canela decidiram pela escolha do arco e da flecha e, assim, uma posição subordinada no mundo dos brancos. Dessa forma, os sertanejos passaram a ter de ajudar os Canela e lhes dar tudo de graça. E em troca, os Canela deveriam dar respeito, deferência e obediência aos brancos.

### Outros mitos
O domínio do fogo teria sido dado aos Canelas quando um menino o trouxe para seu povo, após tê-lo roubado da fogueira de uma onça fêmea.
A Mulher Estrela se apaixonou por um homem Canela e decidiu descer para morar por um tempo entre os seus familiares. Enquanto estava entre os Canelas, ela indicou que o milho crescia no mato e os ensinou que aquilo era bom de se comer, sendo essa a origem das roças. Posteriormente, ela voltar a morar no céu, levando seu companheiro e ambos se transformaram nas estrelas gêmeas, conhecidas entre os não indígenas como Castor e Pólux.

### Xamanismo
De acordo a tradição canela, depois da morte a alma vai para uma aldeia de almas em algum local a oeste, vivendo em condições similares à vida em uma aldeia. As coisas, no entanto, são amenas e menos agradáveis, como a comida ter menos sabor, a água ser morna, mas não fria e o sexo menos prazeroso. Após um determinado tempo, os espíritos tornam-se animais de caça, em seguida animais menores e, mais tarde, algo como um mosquito ou um toco de árvore, até que, finalmente, a entidade deixa de existir.
Enquanto as almas estiverem sob a forma humana, elas podem ser contatadas por xamãs. No entanto, se alguém mantiver contato com elas, ficará seriamente doente ou até mesmo morrerá. Caso os canelas violem determinadas regras, como por exemplo ir ao mato durante a noite ou apanhar água do riacho depois do anoitecer, as almas podem pegá-los. De todo modo, as almas podem trazer prejuízos aos homens, e somente os xamãs podem descobri-las.
Os xamãs podem comunicar-se com almas quando necessitam de informações e poderes. Uma fonte de força em geral provém do canto de determinada canção feita durante festivais particulares. 
Os canelas podem cheirar certas infusões para aumentar as habilidades de caçador e melhorar as condições de saúde em geral. Também podem manter restrições alimentares e sexuais para manter a poluição afastada do seu corpo e, assim, alcançar determinadas capacidades.

### Corrida de toras
A corrida de toras é uma das principais cerimônias entre os Ramkokamekrá, geralmente feita após uma atividade coletiva, como uma caçada.
A origem dessas corridas teria surgido da necessidade de os timbiras se exercitarem para estarem prontos para o combate, para não deixar nenhum companheiro ferido ou morto nas mãos do inimigo.
São uma competição esportiva entre duas equipes, onde homens, mulheres e crianças correm com toras, que podem ser pequenas, médias e grandes.
Os homens se enfeitam com palhas de babaçu ou buriti, um diadema (hókheikhiek) que tem, na parte correspondente à testa, duas pontas em forma de V; o iokrétxe, no pescoço cujo pendente, também de palha, cai pelo dorso do Ramkokamekrá; o iapi, amarrado à cintura e com pendente às costas; além de costumarem se pintar com a tinta extraída da madeira do e costumam se pintar de pau de leite.
As corridas são animadas por músicas cantadas pelos homens.

### Rituais
Os amjkin são celebrações que os antepassados dos Rankokamekrá aprenderam com os seres da natureza. Há uma ativa vida cerimonial entre esse povo indígena, que dividem o ano em dois períodos de festasː no período da chuva (Meipimrák), são realizados ritos sobre os diversos produtos das roças e colheitas, se iniciando com a colheita do milho; no período da estiagem, há o Wyty, no qual as principais festas são realizadas.
O processo de formação masculina ocorre com ritos de reclusão com duração de, em média, de três a quatro meses. A formação de um “novo grupo de idade” acontece com o rito do Ketwayê, seguido pelo rito do Pubyê, e eles se repetem duas e, às vezes, três vezes (1º Ketwayê, 2º Pubyê, 3º Ketwayê, 4º Pubyê).
No Pubyê, busca-se identificar e estabelecer os papéis sociais de cada membro masculino em formação, se será um guerreiro, caçador, corredor, cantador, etc. Depois, devem procurar os mestres da aldeia e tios para aprofundar o conhecimento de cada função, engordar e se desenvolver fisicamente para se casarem. A reclusão ocorre na casa na mãe ou de uma irmã da mãe.
No Ketwayê, a finalidade é colocar os meninos em contato com as almas dos defuntos, com os antepassados, o mundo dos mortos. O período de reclusão acontece em duas casas, uma que abriga o grupo oriental e outra para o grupo ocidental da aldeia.
Quando esse ciclo de formação se encerra, os Rankokamekrá passam a fazer parte de uma nova classe de idade, que então passará pelo ritual do Pep-Kahàk, o qual funciona como um reforço, um lembrete, do processo de formação que os homens passaram. No Pep-Kahàk, acontece também a nomeação dos Tãmhàc, que são os mediadores de outros povos Timbira.
Durante o Wyty, duas meninas de cada metade exogâmica da aldeia são escolhidas para serem as rainhas da festa, acompanhando e animando todo o grupo masculino. As meninas também passam pelo período de reclusão.
O Tepyarkwá é também conhecido como a festa dos peixes.